# Steven Pippin
Steven Pippin (nascut en 1960 en Redhill, Surrey ) és un fotògraf, artista d'instal·lacions i escultor anglès. Les seves obres tenen com a base objectes quotidians o improvisats com a rentadores, neveres o peces de cartó per a realitzar fotografies i escultures cinètiques que sovint es basen en models físics i són metàfores de mecanismes socials.

## Primera infantesa i educació
El seu interès en la mecànica que es pot veure reflectit en els seus projectes neix, segons ell, del record del seu pare envoltat de cables i tubs mentre reparava el televisor de la casa on vivien quan era petit.
Compta amb un certificat nacional ordinari en Enginyeria Mecànica en el Charles Keen College, Leicester. La seva educació no es limita només a les ciències, sinó que també es va formar en estudis relacionats amb l'art en la Fundació d'Art i Disseny en Loughborough College, Leicestershire ; Belles arts en el Politècnic de Brighton i Escultura de Belles arts a l'Escola d'Art de Chelsea, Londres
Durant la seva època estudiantil va ser seleccionat per a la beca DAAD (Servei Alemany d'Intercanvi Acadèmic)

Al principi de la seva carrera com a artista les seves obres es van limitar a les fotografies atmosfèriques convertint objectes quotidians en càmeres estenopeiques provisionals, més endavant la seva fotografia s'acosta més a la ciència després de fer les paus amb aquesta mena de disciplines. 
Ho odiava perquè el meu pare i el meu avi eren enginyers... He tornat a la tecnologia ara, però durant molt de temps no la vaig tocar; la vaig bloquejar. Vaig intentar fer engranatges amb cartó quan ja tenia els coneixements necessaris per a mecanitzar les peces! 

## Carrera artística
Els primers treballs de Pippin es van basar a convertir mobles i objectes quotidians en càmeres estenopeiques que després utilitzava per a prendre fotografies comprensives. Entenent la fotografia comprensiva des de la ideologia de treball del fotògraf Allan Sekula que no veia només la càmera com una eina estètica, sinó també com un recurs per mostrar les injustícies socials, els punts fables de l'objecte fotografiat i el sofriment corporal.
La planificació és un factor inevitable i important del seu treball per a superar els problemes pràctics que planteja l'objecte triat. Per a poder realitzar cadascuna de les fotografies, Pippin ha de seguir un pla d'acció, construir i posicionar una quantitat significativa d'equip de suport essencial per a poder dur a terme els seus projectes.
El fet d'utilitzar objectes quotidians va acompanyat d'una conseqüència. Les imatges resultants estan distorsionades o compromeses d'una o d'altra manera, però les imperfeccions es consideren una característica important de la imatge final, que proporciona un vincle amb l'objecte que es va fer servir com a càmera.
En el projecte final sempre es mostren les fotografies resultants al costat d'una imatge de l'objecte convertit. Més endavant a més de les fotografies també es podien trobar exposats gran part dels elements que formaven part de l'equip real utilitzat en la transformació juntament amb la documentació de suport.

### Obres

#### Point Blank(2010)
L'exposició A Non Event (Horizon) es va realitzar del 16 de juny de 2011 al 02 d'octubre de 2011 en el CEAAC (Centre européen d'actions artistiques contemporaines) en aquest conglomerat d'obres es trobava una de les més conegudes de Steven Pippin: Point Blank, que en català es tradueix a "a boca de canó" 
Aquesta sèrie va tenir el seu inici a Wisconsin, els EUA i va ser continuat a Londres més tard. Consisteix en un grup de càmeres analògiques de grandària petita i mitjana perforades per bales juntament amb algunes de les fotos que van fer mentre el projectil es dirigia cap a elles. Capturant en un últim moment l'objecte que causaria la seva destrucció. Aquest projecte conté 20 imatges fins avui.
La simbologia que acompanya la presència de les càmeres perforades és justament el que fa d'aquesta sèrie una obra tan interessant. Les imatges que s'obtenen com a resultat es troben distorsionades i fracturades amb ramificacions orgàniques que recorden al procés químic que acompanya a les fotografies analògiques. Fins i tot en algunes de les fotografies es poden observar la bala desenfocada a causa de la seva velocitat.

#### Analogital(2008)
Al món fotogràfic els anys vuitanta es coneixen com una època de transició que va portar molta polèmica, dividint als fotògrafs en dues opinions contràries. Van haver-hi alguns que van abandonar l'analògic per a passar-se al format digital i els que van decidir quedar-se amb la tècnica tradicional.
La imatge resultant està composta per dues parts una feta amb una càmera analògica i l'altra banda amb una càmera digital, ambdues càmeres disparen a la vegada capturant el mateix paisatge. Aquests dos formats es poden diferenciar ja sigui per fronteres naturals (pròpies del paisatge o element fotografiat) o artificials. En aquesta obra, Steven Pippin busca reflectir aquest canvi.
El costat analògic es realitza mitjançant una impressió C, impresa a mà; i el costat digital es tracta d'una impressió d'injecció de tinta.

#### Non(2007)
En aquesta obra podem veure una càmera de marca CÀNON de la qual l'artista ha decidit esborrar les dues primeres inicials, aquest detall és el que dona nom al projecte. L'objectiu d'aquesta càmera està envoltat per un sistema de tubs i miralls que giren sobre la mateixa càmera per a enfocar-se a si mateixa. Aquesta obra manca de funcionalitat i es basa en l'autoreflexió i l'absurditat. És una de les obres més filosòfiques de la seva carrera com a artista

#### Ω = 1 (2003 - 2014)
Segons algunes de les teories astrofísiques, el nostre univers es troba en un estat constant d'equilibri entre el col·lapse mitjançant implosió i l'explosió. Normalment, per explicar aquest complex concepte els físics utilitzen com a metàfora del balanç de forces un llapis mantenint l'equilibri recolzat únicament en la seva punta. Va trigar 10 anys Steven Pippin en descobrir una manera de portar a realitat aquesta metàfora.
En el centre de l'escultura podem trobar un llapis 2B equilibrat sobre una placa de metall. El motiu pel qual aquest no cau recau en les ombres projectades per les llums que l'enfoquen i els sensors que les perceben. Aquestes ombres són monitorades per sensors que en detectar el mínim canvi modifiquen la posició de la placa on reposa el llapis amb un marge de 20 mil·lisegons de manera gairebé imperceptible per a evitar que perdi el balanç. Així doncs, el llapis es manté alçat sense l'ajuda de res més que la seva punta.
Aquesta obra sembla parar el temps alhora que manté a l'espectador en un estat constant d'expectació i ens ensenya la fragilitat de l'equilibri.

#### Laundromat-Locomotion(1997)
Les primeres imatges d'aquesta sèrie es van realitzar a Londres en 1991. Més tard, en 1997, Pippin va ampliar la seva idea i la va desplaçar a una bugaderia de Nova Jersey, allí va col·locar papers negatius en cadascun dels fons de 12 rentadores que unides a cordes de cotó s'activaven al seu pas per a capturar-li a ell caminant. Com podem intuir del nom, aquesta obra és un tribut a Animal Locomotion (1887) de Eadweard Muybridge, en aquesta obra Muybridge intentava confirmar o desmentir la següent hipòtesi: Hi ha un moment en el trot d'un cavall on cap de les seves potes es troben en contacte amb el sòl. Per a comprovar aquesta aposta, Muybridge va fer córrer a un cavall davant de 12 càmeres que s'activaven mitjançant cordes al seu pas, capturant instantànies del moviment.
Gràcies a això no sols va aconseguir demostrar que efectivament la hipòtesi era certa, sinó que a més va assentar les bases del cinema, la fotografia en moviment i per si no fos prou, ajudo el món en general a comprendre millor el moviment del cavall. Més tard faria més projectes de l'estil amb balls i moviments quotidians de l'ésser humà.

El tribut que va fer Pippin va quedar fins i tot més pròxim a les imatges originals obtingudes per Muybridge pel fet que les rentadores estaven girant a 500 rpm.
(Li donava a les imatges) cert grau d'autenticitat, fent-les semblar un Muybridge original de fa cent anys. Els raions en la superfície del negatiu es converteixen en un substitut del temps, un procés d'envelliment artificial que confereix a les imatges un aire accidental d'autenticitat.

### Exposicions
| AÑO  | Nombre                              | Museo / Galería                                            | Ciudad        |
| ---- | ----------------------------------- | ---------------------------------------------------------- | ------------- |
| 2017 | Aberration optique                  | Centro Pompidou                                            | París         |
| 2013 | Ω=1                                 | Dilston Grove                                              | Londres       |
| 2013 | Vernal Equinox                      | Helga Maria Klosterfelde                                   | Berlín        |
| 2012 | Regress/Progress                    | CSW Centrum Sztuki Wspolczesnej                            | Polonia       |
| 2011 | End of Photography                  | Gallery SIDE 2                                             | Tokio         |
| 2011 | A Non Event/Horizon                 | CEAAC Centre Europeen d’Actions Artistiques Contemporaines | Estrasburgo   |
| 2008 | ANALOGITAL                          | Helga Maria Klosterfelde                                   | Berlín        |
| 2007 | Steven Pippin                       | Domaine de Kerguéhennec Centre d’art contemporain          | Bignan        |
| 2006 | Cosmological Convolution, Omega = 1 | Galleria Arte e Ricambi                                    | Verona        |
| 2005 | UFO                                 | Klosterfelde                                               | Berlín        |
| 2005 | GeoFlatscreen Prototype             | Gavin Brown’s enterprise                                   | Nueva York    |
| 2001 | Journey to the edge of the artworld | Gavin Brown’s enterprise                                   | Nueva York    |
| 2001 | Toilet paper Stealing Machine       | H.M. Klosterfelde                                          | Berlín        |
| 1999 | New Constellation & Geocentric      | Royal Observatory                                          | Greenwich     |
| 1999 | fax 69                              | Gallery Side 2                                             | Tokio         |
| 1999 | Laundromat – Locomotion             | Regen Projects                                             | Los Ángeles   |
| 1999 | Global Warming                      | Asprey Jacques                                             | Londres       |
| 1999 | fax 69                              | Klosterfelde                                               | Berlín        |
| 1999 | Laundromat – Locomotion             | MoMA P.S. 1                                                | Nueva York    |
| 1999 | Laundromat – Locomotion             | ICA                                                        | Filadelfia    |
| 1998 | Geocentric t.v.                     | Carl Zeiss Planetarium                                     | Jena          |
| 1998 | Global Warming                      | DAAD Galerie                                               | Berlín        |
| 1998 | Laundromat – Locomotion             | SFMoMA                                                     | San Francisco |
| 1998 | Lavatory – Locomotion               | Helga Maria Klosterfelde                                   | Hamburgo      |

#### En conjunt amb altres artistes[4]
| AÑO  | Nombre                                                    | Museo / Galería                             | Ciudad             |
| ---- | --------------------------------------------------------- | ------------------------------------------- | ------------------ |
| 2012 | Derrière le Rideau-L’esthètique Photomation               | Photo Elysee                                | Lausana            |
| 2011 | This is my reference/questo è il mio riferimento          | ArteFiera                                   | Bolonia            |
| 2009 | Blickmaschinen oder wie Bilder entstehen                  | Kunsthalle                                  | Budapest           |
| 2009 | Sci-Art                                                   | Galleria Enrico Astuni                      | Bolonia            |
| 2009 | How To Work Better                                        | Intershop Tower                             | Jena               |
| 2008 | Art Machines / Machine Art                                | Schirn Kunsthalle                           | Fráncfort del Meno |
| 2007 | What You See Is What You Gues                             | Frac Champagne-Ardenne                      | Reims              |
| 2004 | Untitled (Vision Existence Resistance)                    | Franco Soffiantino arte contemporanea       | Turín              |
| 2003 | RÎcentes acquisitions pour la collection du Frac Bretagne | Domaine de KerguÎhennec                     | Bignan             |
| 2003 | Helga Maria Klosterfelde Editionen (1990 – 2003),         | Klosterfelde                                | Berlín             |
| 2002 | Self Evident                                              | Tate Gallery                                | Londres            |
| 2002 | Tempo                                                     | Museum of Modern Art                        | Nueva York         |
| 2001 | The Fantastic Recurrence of Certain Situations            | Sala de Exposiciones del Canal de Isabel II | Madrid             |
| 2000 | HausSchau                                                 | Haus der Kunst                              | Múnich             |
| 2000 | Useless Science                                           | Museum of Modern Art                        | Nueva York         |
| 2000 | Projects                                                  | Gallery Side 2                              | Tokio              |
| 1999 | The 1999 Turner Prize Exhibition                          | Tate Britain                                | Londres            |
| 1999 | Nur Wasser läßt sich leichter schneiden                   | Hedrichsmühle                               | Hamburgo           |
| 1999 | Spiral TV                                                 | Spiral/Wacoal Art Center                    | Tokio              |
| 1999 | Silly Victorians                                          | The Minories                                | Colchester         |